# Mas de la Torre (Palau-saverdera)
El Mas de la Torre és una masia de Palau-saverdera (Alt Empordà) declarada bé cultural d'interès nacional.

## Descripció
És relativament a prop del veïnat de les Torroelles, pràcticament al peu de la carretera que va de Palau-saverdera a Roses, als límits del Parc Natural dels Aiguamolls de l'Empordà.
És un mas aïllat envoltat de terres de conreu i fortificat amb una torre de defensa integrada a la construcció actual. Aquesta torre és de planta rectangular, bastida amb pedra lligada amb morter, amb les cantonades treballades amb carreus desbastats i el coronament emmerletat, tot i que els merlets no són originals. A la façana principal té una finestra d'obertura rectangular emmarcada amb els brancals i la llinda de pedra, i amb sortida a un balcó amb barana i pis motllurat. Pel costat oest se li adossa el cos principal de la masia, de planta rectangular i amb coberta a dos vessants de teula i carener paral·lel a la façana principal. Consta de planta baixa i un pis. Les obertures concentrades a la primera planta són totes rectangulars i emmarcades en pedra. L'accés a l'edifici es fa a través d'una porta ubicada en aquesta planta, mitjançant una escala d'obra, que forma part del cos adossat a la façana principal. Aquest cos està format també per dos grans arcs carpanells de maó, que funcionen a manera de porxo. A l'oest del cos principal, s'adossa un altre petit cos, integrat per planta baixa i pis. De la façana destaca un gran portal d'arc rebaixat bastit amb maó i, a la primera planta, una obertura rectangular amb els brancals i la llinda de pedra vista, i amb sortida a un balcó amb barana de ferro i pis motllurat. Damunt del portal es localitza un escut heràldic de pedra, que podria fer referència als Vilarig.
La resta de cossos que integren el mas estan bastits amb totxo i són de recent construcció. Estan destinats a les tasques ramaderes.

## Història
És un mas fortificat del qual tenim les primeres referències en 1343 en el capbreu de la capellania de Palau "Pere Guillem i Mariner de Estagno Bovoso". Posteriorment es torna a anomenar a un procés del capbreu amb data del 1345 on fa referència a "los habitantes en estany bos y en lo veynat de Torroella tenien dret a pescar als estanys".
En 1386 en un debitori a nom de Ramon Pere Guilles de Castelló i era dirigit per la família de Bernat Ribot "habitants en lo estany Bovoso, parroquia del lloch de Palau". Després cap a l'any 1548 va passar a mans d'Antonio Casadevall de Vilajuïga que el va arrendar a Miquel de Roses i vora el 1595 va ser el seu fill, Joan Ferrer qui es va fer càrrec com queda documentat al testament d'Anna Batejada veïna de "Joan Pagès habitant en la Torra de Stany Boss". Per aquesta època ja s'anomenava Torre de l'Estany Bos, donat que ja disposava d'una torre de defensa adossada.
A principis del segle XVII va ser Domingo Montrodón de Cabanes el seu propietari i l'any 1672 el va heretar la seva dona Francisca de Hornos, que el va arrendar a Bartomeu Cargol. Després de passar per diferents administradors (Engràcia Prats, Marquesa Ferre, Anna M. Magina Despuig Prat, a Francisca Carreras des Puig) l'heretat finalment caigué a càrrec de Francisca de Montrodón de Hornos i de Gelabert que l'arrendà al pagès de Castelló Pere Casals amb "pacte (...) de tenir fe lo corral de la major part de aquell de dita heretat (...)" i altres tipus d'acords econòmics.
En 1708 un inventari dels Albert documenta que el mas va quedar enrunat durant el setge de Roses de 1693 amb la consegüent ocupació dels francesos.
El 1714 l'heretat va ser arrendada a Francisco Oliva. Després de tenir com arrendadors diferents pagesos trobem una citació al protocol de 1898 on "(...) Carlos Albert otorgó contrato de arriendo a Salvador Fajol del manso Torre de l'Albert con todas sus tierras y dependencias (...). El arrendatario deberá cultiva las tierras y cuidar la casa a uso y costumbre del buen payés (...) viene obligado a practicar en la casa las obras de reparaciones necesarias. Siempre que se practique alguna obra el colono vendrá obligado a hacer los acarreos de materiales a razón de seis jornales de carro de dos animales cada año".
L'any 1920, Maurici Albert de Terrades vengué la finca a Joan Planas Bru de Vilanova. Avui en dia encara pertany a la mateixa família que segueix realitzant l'explotació ramadera tradicional, adaptant la masia fortificada al turisme rural.